# Генс, Герман
Герман Генс (нем. Hermann Genss, также Genß; 6 января 1856, Тильзит — 6 октября 1940, Сан-Франциско) — немецкий композитор, музыкальный педагог и пианист.
Учился музыке в Кёнигсберге у Луи Кёлера и Альберта Хана, затем в Берлинской высшей школе музыки у Фридриха Киля, Эдуарда Греля и Вильгельма Тауберта. С 1877 г. был учителем музыки в Любеке, затем с 1880 г. в Гамбурге, в 1890—1891 гг. преподавал фортепиано и теорию в консерватории Зондерсхаузена. Публиковался как концертный обозреватель в «Новой музыкальной газете»; отзыв Генса на гамбургское исполнение Седьмой симфонии Антона Брукнера (1886), объясняющий прохладную реакцию местной публики слушательской неподготовленностью к новейшим музыкальным веяниям, стал, в свою очередь предметом исследования специалистов.
В 1891 г. после смерти композитора Пауля Шумахера возглавил созданную им консерваторию в Майнце, в 1893 г. вернулся в Берлин и вошёл в руководство Консерватории Клиндворта — Шарвенки, затем основал собственную Западную консерваторию (нем. Konservatorium des Westens) и музыкальную газету Musikwelt. С 1898 г. устранился от работы в обеих и уехал в США, где с 1899 г. преподавал музыку в частной школе для девочек «Институт Ирвинга» в Сан-Франциско, с 1905 г. её директор, в 1907 г. возглавил также аффилированную с ней Калифорнийскую консерваторию (англ. California Conservatory of Music).
Автор опер «Гаммельнский крысолов» (нем. Der Rattenfänger von Hameln; 1912, переработанная редакция под названием «Хунольд-шпильман», нем. Hunold der Spielmann; 1914) и «Мануэль Венегас» (по Педро Аларкону), Трагической увертюры для оркестра (1881), симфонической поэмы «Гамлет», камерных произведений, многочисленных песен.